# Шелест Ольга Володимирівна
Óльга Володи́мирівна Шéлест (23 січня 1977 , Набережні Челни, Татарська АРСР ) — російська телеведуча, актриса кіно, телебачення і дубляжу, одна з перших віджеїв «MTV Росія» (1998—2002). Лауреатка телевізійної премії «ТЕФІ» у номінації «Найкраща ведуча розважальної програми» («Бадьорого ранку») та премії «Радіоманія» як найкраща радіоведуча (Шоу Антона Комолова та Ольги Шелест на радіо «Маяк»).

## Біографія
Народилася 23 січня 1977 року і виросла в Набережних Човнах, де з відзнакою закінчила художню школу.
У 1994 році переїхала до Москви, щоб вступати до ВДІКу, але запізнилася на вступні іспити і подала документи в Гуманітарний інститут телебачення та радіомовлення імені М. А. Литовчина на факультет тележурналістики, куди і була зарахована. Через місяць свого перебування в столиці, пройшла за конкурсом телеведучою на канал «К-10» (згодом перетворений на «Муз-ТВ»), де успішно пропрацювала півроку, але не зійшлася з програмним директором і звільнилася. За кілька місяців, знову успішно витримавши конкурсні випробування, потрапила на телеканал СТС, де вела програму «Музичний проспект». Далі у кар'єрі Ольги Шелест був музичний канал «НТВ-Плюс».
У 1997 році студентку 3-го курсу Інституту телебачення та радіомовлення взяли ведучою на телеканал BIZ-TV, а через рік був запущений канал MTV Росія, куди перейшла разом з усією телевізійною групою. На BIZ-TV познайомилася з телепродюсером Олексієм Тишкіним, нині режисером, продюсером та кліпмейкером.
1998 року Тишкін запустив на MTV телепрограму про екстремальні види спорту — «Нова атлетика!», ведучою якою стала Шелест. Проєкт проіснував 4 роки.
У 1999 році, будучи віджеєм MTV, утворила творчий тандем з Антоном Комоловим, спільно з яким вела програми « Бодрий ранок» та «Правило Буравчика». За визнанням Івана Урганта, саме ним він зобов'язаний своїм потраплянням на телебачення — в 2001 році вони відстояли кандидатуру Урганта на кастингу ведучих на телеканалі MTV, хоча продюсер хотів відмовити молодому петербуржцю в прийомі на роботу.
У 2002 році у зв'язку зі зміною керівництва каналу вся команда ві-джеїв (Василь Стрельников, Антон Комолов, Яна Чурікова) покинула MTV. Ольга Шелест після відходу з музичного каналу деякий час вела проєкт «За склом» на каналі ТВС, а потім, з 2002 по 2005 рік — передачу «Ранок» на НТВ.
У 2004 році дебютувала як акторка в серіалі «Карусель» на каналі НТВ.
У 2006 році спільно з Оскаром Кучерою на каналі «Росія» вела проєкт «Народний артист-3», спільно з Антоном Комоловим взяла участь у російському дубляжі мультфільму « Льодовиковий період 2: Глобальне потепління».
У 2007 році тандем Комолов-Шелест відродився: на каналі «Звезда» вийшло розважальне шоу «Зоряний вечір із Антоном Комоловим та Ольгою Шелест». Їх також запросили на радіо «Маяк» вести щоденне тригодинне шоу.
2008 рік ознаменувався участю у проєкті «Цирк на Першому», в якому вразила глядачів та журі найскладнішими та видовищними номерами, дійшла до фіналу та стала володаркою Суперкубку за підсумками двох проєктів: «Цирк із зірками» та «Цирк на Першому». Крім того, в 2008 році вперше знялася в кіно: їй дісталася роль другого плану у фільмі Дмитра Грачова «Наречена зза будь-яку ціну», прем'єра якого відбулася у вересні 2009 року.
Шелест є постійним коментатором конкурсу «Євробачення» від Росії, яка веде чотири проєкти на телебаченні (у тому числі на двох федеральних каналах) і веде на радіо «Маяк».
Також у 2009 році спільно з іншими ведучими «Маяка» взяла участь у російському дубляжі фільму Річарда Кертіса «Рок-хвиля» та мультфільму « Льодовиковий період 3: Ера динозаврів», разом з Антоном Комоловим отримала премію «Радіоманія» у номінації «Найкращий ведучий програми, шоу», а також стала ведучою музичною церемонією « Муз-ТВ 2009».
У вересні 2011 року співведучою Ольгою на радіо «Маяк» стала ведуча радіо «Максимум» Маргарита Митрофанова.
Є постійною ведучою телегри «Крокодил» спільно з Тимуром Родрігесом на «Муз-ТВ».
У 2012 році взяла участь у церемонії передачі Олімпійського вогню у Великій Британії.
Була постійною ведучою розважального шоу «Дівчата» та музичного конкурсу «Артист» на каналі «Росія-1» (разом з Володимиром Ягличем), ведучою телеігри «Зрозумій мене» на каналі «Карусель», а також співведучою передачі «Тимчасово доступний» із Дмитром Дібровим на телеканалі «ТВ Центр».
З 25 вересня 2016 року — зірковий гість телешоу «Дивовижні люди» на каналі «Росія-1». Починаючи з березня 2017 року, була ведучою іншого телешоу — « Танцюють всі!» на тому ж каналі. Є постійним учасником зоряної команди у телегрі «П'ятеро на одного».

## Особисте життя
З 2014 року одружена з кліпмейкером Олексієм Тишкіним, з яким разом з 1997 року. 1 листопада 2013 року, в одній із клінік Нью-Йорка (США) у подружжя народилася донька Муза, а 19 серпня 2015 року — друга дочка Айріс . Обидві доньки народилися в США, у дівчат подвійне громадянство.

## Погляди
У 2002 році Ольга стала вегетаріанкою, а після участі в проєкті «Цирк на Першому» у 2008 році — веганом та противником будь-якої експлуатації тварин. У 2014 році вона повернулася до вегетаріанства після народження дочки.
У лютому 2013 року записала відеозвернення для проєкту «Будь сильнішим», спрямованого проти гомофобії.
Вболіває за московський футбольний клуб ЦСКА.

## Визнання
У 2010 році ім'ям Ольги Шелест названо новий вид мікроорганізмів: найпростіших із класу сонцевиків — Acanthocystis olgashelestae.

## Телепроєкти
- «Кліпоманія» («К-10»)
- «Русский час» («Муз-ТВ»)
- «Музичний проспект» («СТС»)
- «Музичний хіт-парад» («НТВ-Плюс Музика»)
- «Biz-парад» («BIZ-TV»)
- «Каприз» («MTV Росія»)
- «Нова атлетика» («MTV Росія»)
- Бадьорий ранок (MTV Росія)
- «Зведений чарт» («MTV Росія»)
- «NewAVideoActve» («MTV Росія»)
- «Правило Буравчика» («MTV Росія»)
- « За склом -3. Тепер ти в армії» («ТВЗ»)
- «Ранок на НТВ» («НТВ»)
- «Народний артист-3» («Росія»)
- Дитяче Євробачення (Росія) (коментаторка, 2006—2012, 2014—2015)
- «Зірковий вечір» («Зірка») (ведуча разом з Антоном Комоловим, 2008[21][22])
- «Євробачення» («Росія-1») (коментатор, 2008, 2010, 2012, 2014, 2019; спільно з Дмитром Губернієвим)
- «Премія Муз-ТВ 2009» («Муз-ТВ») (ведуча)
- «Велике місто» («СТС») (постійний гість)
- «Крокодил» («Муз-ТВ») (ведуча разом з Тимуром Родрігесом)
- «Танці зі зірками» («Росія-1») (ведуча, гала-концерт 2010)
- «Хочу знати» («Перший канал») (спеціальний кореспондент)
- «Стиляги-шоу» («Росія-1») (член журі)
- «Покоління MTV. Ми любимо 90-ті» («MTV Росія») (ведуча)
- «Зірковий талісман» («Муз-ТВ») (ведуча)
- « Безумно красиві» («Муз-ТВ») (ведуча)
- «Дівчата» («Росія-1») (ведуча, спільно з Аллою Довлатовою, Ритою Митрофановою та Марією Голубкіною, з 14 травня 2010 року)
- «Зрозумій мене» («Карусель») (ведуча, з березня 2013 року до березня 2016 року)
- «Артист» («Росія-1») (ведуча, 2014)
- «Тимчасово доступний» («ТВ Центр») (ведуча, спільно з Дмитром Дібровим, 2014—2015)
- «Це моя кімната!» («Disney») (ведуча)
- «Свіже повітря» («Мама») (ведуча)
- «Дивовижні люди» («Росія-1») (зірковий гість)
- «Танцюють всі!» («Росія-1») (ведуча)
- «П'ятеро на одного» («Росія-1») (постійний учасник команди зірок)
- «Найкращі друзі» («Disney») (ведуча)
- «Вустами немовляти» («Росія-1») (ведуча, 2020)

## Фільмографія
- 2004 — «Карусель» — Віка
- 2009 — «Гарячі новини» — ведуча на радіо «Маяк» (голос)
- 2009 — "Наречена за будь-яку ціну " — Міла
- 2017 — "Пали! " — Камео
- 2020 — «(НЕ) Ідеальний чоловік» — камео

## Дубляж
- 2002 — «Льодовиковий період» — Дженніфер[23]
- 2006 — «Льодовиковий період 2: Глобальне потепління» — Еллі[24]
- 2009 — «Рок-хвиля» — Шарлотта, мати Карла (Емма Томпсон)[25]
- 2009 — «Льодовиковий період 3: Ера динозаврів» — Еллі[26]
- 2012 — «Льодовиковий період 4: Континентальний дрейф» — Еллі[27]
- 2013 — «Реальна білка» — Зайчик[28]
- 2016 — «Норм і Незламні» — Віра[29]
- 2016 — «Льодовиковий період 5: Зіткнення неминуче» — Еллі[30]
- 2017 — «Смурфики: Загублене село» — Смурфгроза[31]

## Озвучування мультфільмів
- 2016 — " Про Діму " — мама Діми